# John Finlaison

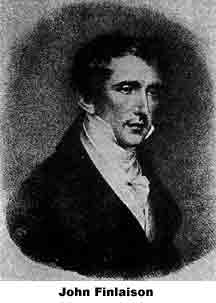

John Finlaison (Thurso, 27 de agosto de 1783 - Londres, 13 de abril de 1860) foi um atuário britânico, primeiro presidente do Instituto de Atuária do Reino Unido.
Mudou-se para Londres em 1804 para trabalhar na "Comissão Naval", onde começou seus estudos visando o pagamento de anuidades à aposentados e viúvas da marinha.
Finlaison consagrou-se com seus estudos para o tesouro britânico. Utilizou-se de recursos atuariais, como tábuas de mortalidade para calcular as reservas necessárias para cobrir o pagamento de pensão a viúvas e órfãos de funcionários públicos. Foi o primeiro a criar tabelas que distinguiam o sexo para obtenção de anuidades.
Ajudou a fundar primeiro organismo profissional representando atuários, o Institute of Actuaries e foi nomeado seu presidente em 1848, ficando no cargo até o ano de sua morte.
Obras
- Report on Life Annuities (1829)